# 205 (număr)
205 (două sute cinci) este numărul natural care urmează după 204 și precede pe 206 într-un șir crescător de numere naturale.

## În matematică
205:
- Este un număr impar.
- Este un număr compus.[1]
- Este un număr semiprim.[2][3]
- Este un număr deficient.[4][5]
- Este un număr norocos.[6][7]
- Este un număr strobogramatic[8][9] (cu simetrie verticală la afișarea cifrelor cu 7 segmente).
- Este un număr Wolstenholme.[10][11]
- Pe o tablă de șah infinită, un cal poate atinge exact 205 de câmpuri în patru mișcări.[12]
- Există 205 de grafuri diferite formate din 5 noduri etichetate și 6 muchii.[13]

## În știință

### În astronomie
- Obiectul NGC 205 din New General Catalogue este o galaxie eliptică pitică cu o magnitudine 9,4 în Grupul Local.
- 205 Martha este un asteroid din centura principală.
- 205P/Giacobini este o cometă periodică din sistemul nostru solar.